# Теодор ван Тюльден

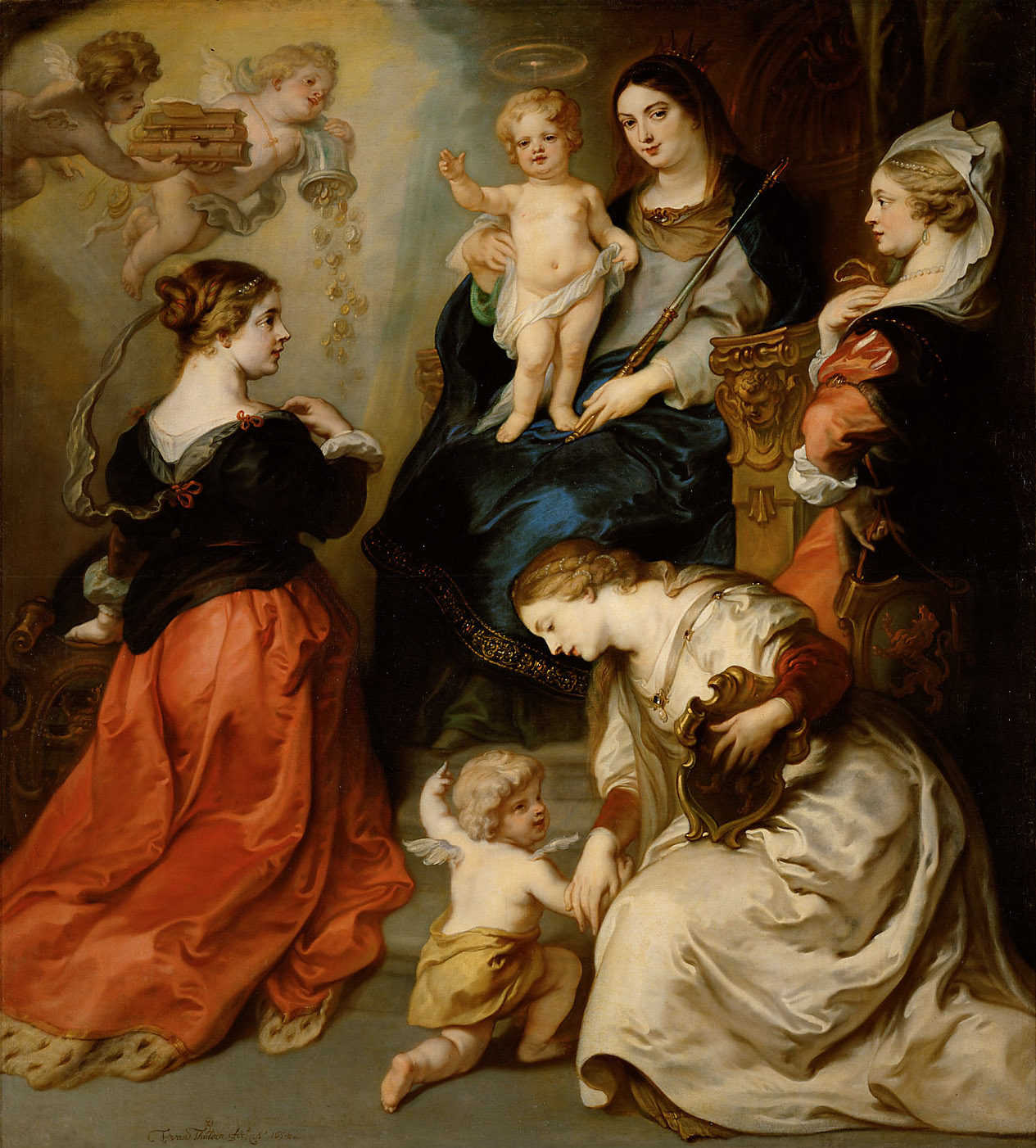
Провінції Брабант, Ено та Фландрія вшановують Богородицю

Теодор ван Тюльден  (Theodoor van Thulden, 1606–12 липня 1669) — художник, кресляр і гравер із Гертогенбосу. В основному він відомий своїми вівтарними образами, міфологічними сюжетами, алегоричними творами та портретами. Він працював в Антверпені, де навчався, а також у Парижі та рідному Гертогенбосі.

## Життя
Теодор ван Тюльден народився в Гертогенбосі, де його охрестили 9 серпня 1606 року в соборі Св. Іоанна як «Діррік». Ван Тулден був найстаршим із принаймні дев'яти дітей, один із яких на ім'я Франсуа також став художником. Його батько Якоб Герітс ван Тюльден (1575–1630) отримав освіту срібного майстра, але заробляв на життя торгівлею сукном. Його мати Хейлвіч (Гейлке) ван Мерс була дочкою срібного майстра Дірка Артса ван Мерса. Сім'я була заможна.

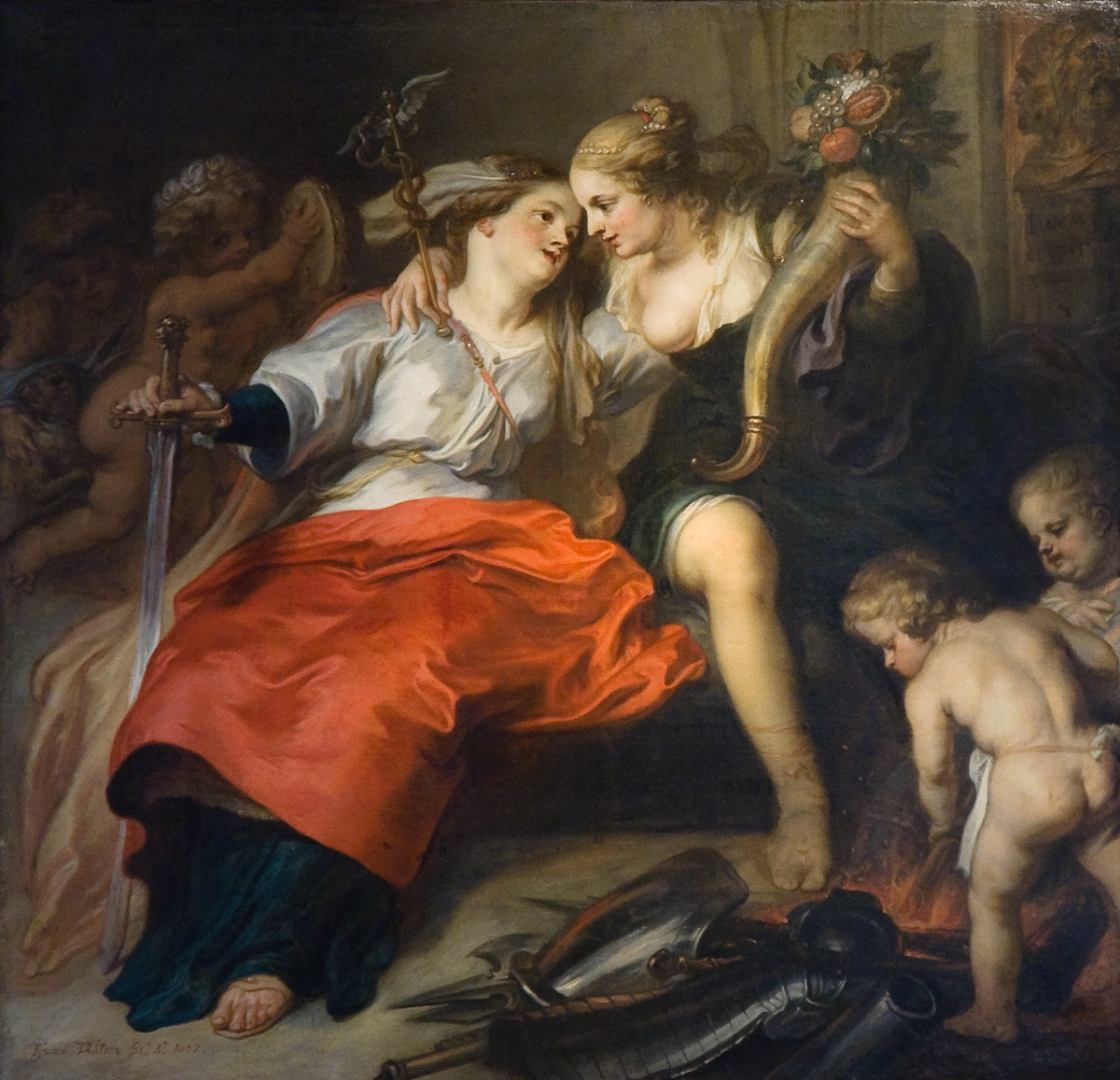
Алегорія повернення миру

Близько 1621 року ван Тюльден залишив рідне місто до Антверпена, де став учнем Авраама ван Блієнберха. Ван Блієнберх був відомим художником-портретистом, який раніше працював у Лондоні художником короля Якова I та інших членів двору. Після смерті ван Блієнберха в 1623 році ван Тюльден залишився в Антверпені. Деякі історики мистецтва припускають, що в цей період він міг бути учнем або помічником Пітера Пауля Рубенса. Інші ставили під сумнів таке навчання у Рубенса, оскільки стиль ван Тульдена залишався підпорядкованим тенденціям маньєризму до 1630-х років і спочатку не виявляв впливу барокової ідіоми Рубенса.
У 1626 році ван Тулден став майстром гільдії Святого Луки Антверпенського. Між 1631 і 1633 або 1634 роками він перебував у Парижі, де вивчав роботи майстрів маньєризму зі школи Фонтенбло. Це дослідження посилило його вже сильні маньєристські тенденції. Це відображено в серії з 58 відбитків із зображенням подорожей Одіссея, які він вигравірував приблизно в цей час. Ці відбитки були зроблені за картинами Пріматічо та Нікколо делл'Аббате в палаці Фонтенбло в Парижі. 

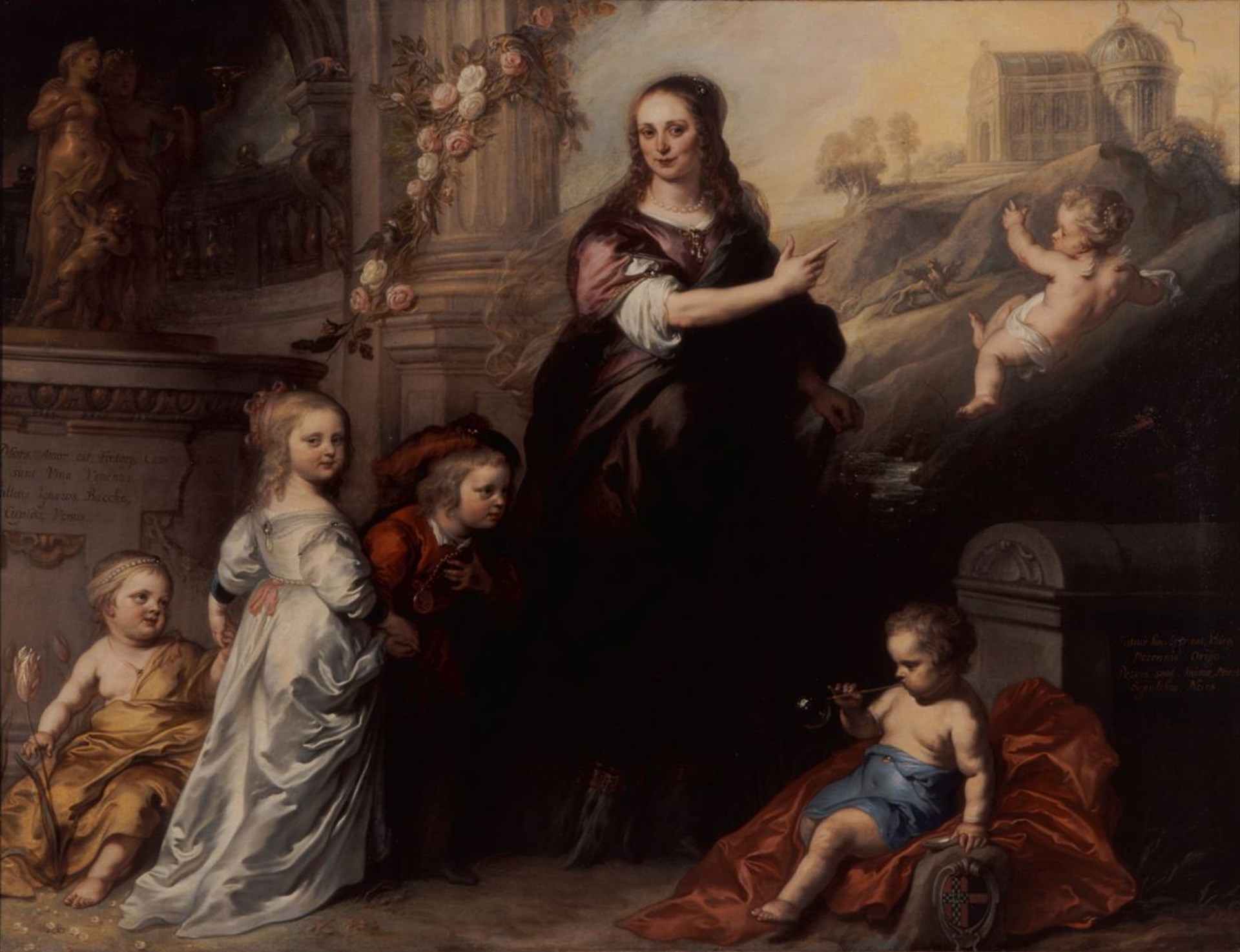
Портрет Жозини Коупс-Шаде ван Веструм та її дітей

У 1635 році ван Тюльден повернувся до Антверпена, де 24 липня 1635 року одружився з Марією ван Бален, донькою видатного антверпенського художника Гендріка ван Балена Старшого (1575–1632) і сестрою художників Гендріка Молодшого та Яна ван Балена. Хрещеним батьком на хрещенні його дружини був не хто інший, як Пітер Пауль Рубенс. Теодор і Марія мали одну дитину, дочку на ім'я Марія Анна, яка була охрещена в Антверпені 7 травня 1636 року і померла між 1652 і 1669 роками.
Саме з цього часу співпраця ван Тюльдена з Рубенсом твердо задокументована. Він спочатку працював над декораціями для Радісного в'їзду 1635 року (так званого «Pompa Introitus») до Антверпена нового губернатора Габсбурзьких Нідерландів кардинала-інфанта Фердинанда.

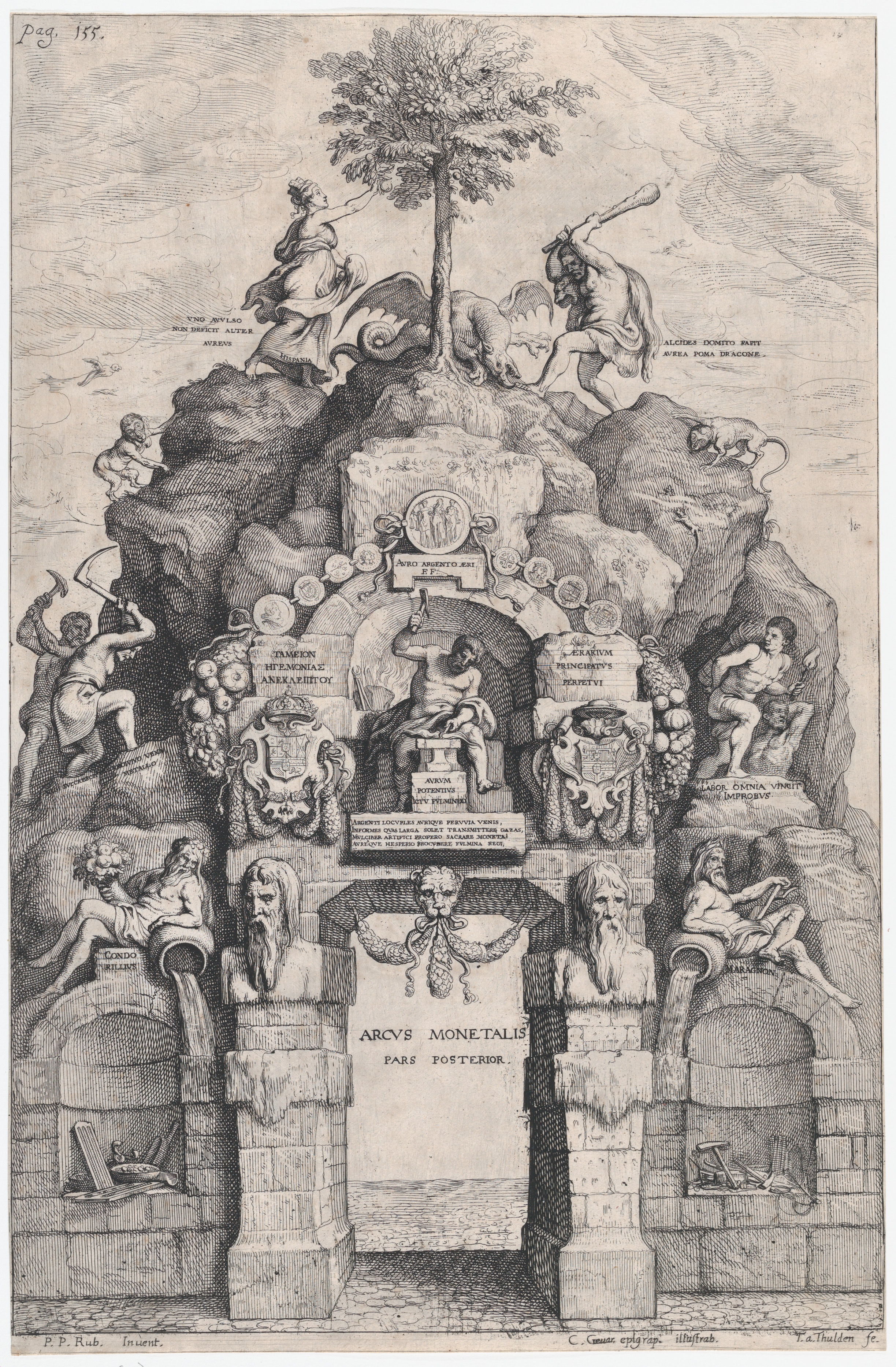
Pompa Introitus...Ferdinand, Austriaci. Antwerp MET DP879788

Рубенс повністю відповідав за цей проект і заручився допомогою своїх колег-художників для виконання декоративного проекту для цієї події. Рубенс придумав загальну концепцію декоративних розписів, але залишив їх виконання приблизно двадцяти художникам. Для цієї події ван Тюльдену доручили намалювати Арку Меркурія на Сінт-Янсбругу та Австрійський портик на Мейрбругу, за що він отримав 3500 і 1500 гульденів відповідно. Крім того, ван Тюльден отримав від міської ради Антверпена доручення створити відбитки творів мистецтва та декорацій, які були створені для Радісного в'їзду. Вони були опубліковані в Pompa Introitus honori serenissimi principis Ferdinandi Austriaci. 

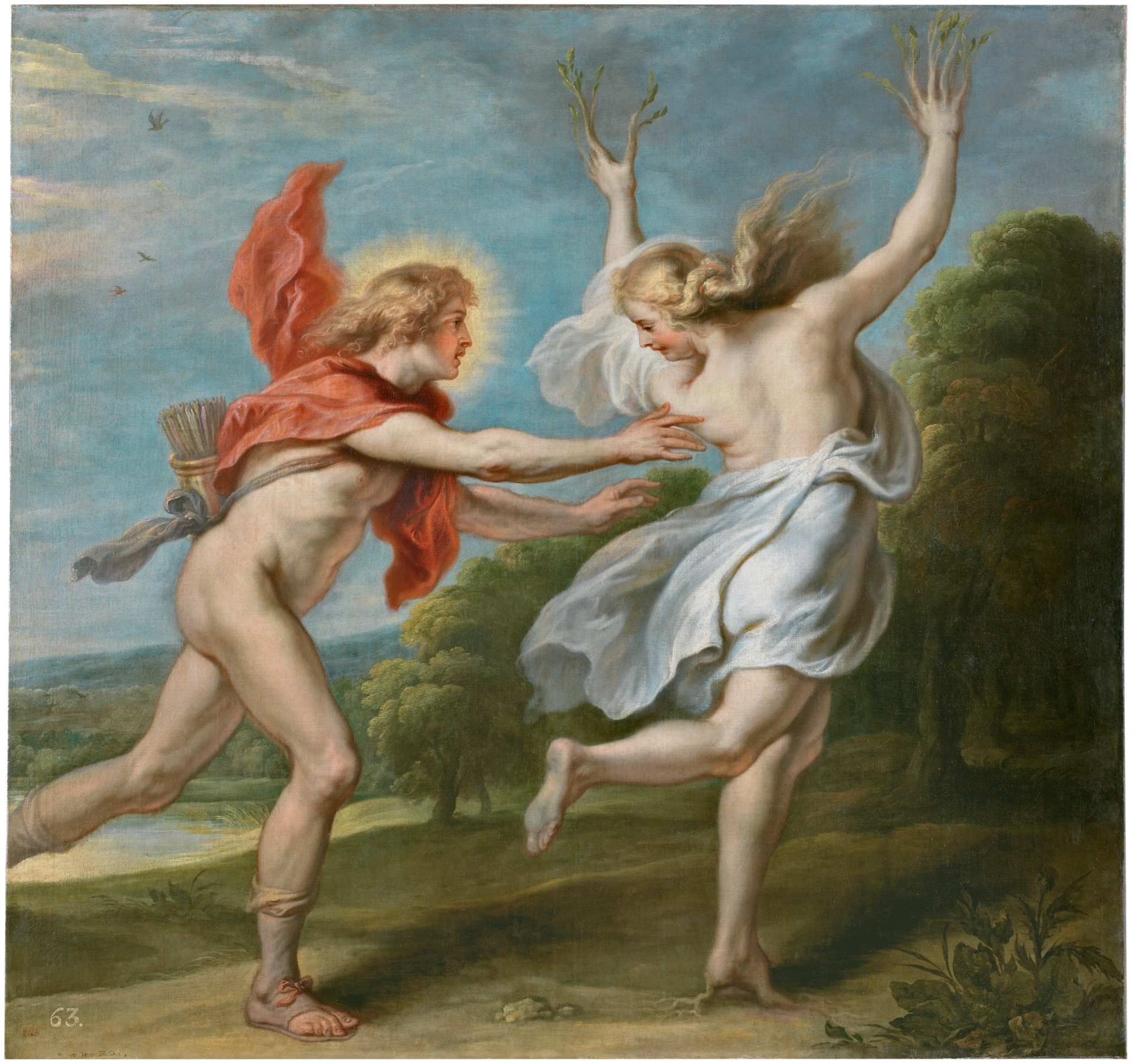
Аполлон переслідує німфу Дафну

У 1636 році Рубенс отримав замовлення від іспанського короля Філіпа IV на створення серії міфологічних картин для прикраси Торре де ла Парада, мисливського будиночка короля поблизу Мадрида. Міфологічні сцени, багато в чому базувалися на «Метаморфозах» Овідія. Рубенс реалізував це важливе замовлення за сприяння великої кількості художників Антверпена, таких як Якоб Йорданс, Корнеліс де Вос, Ян Коссьєрс, Пітер Снайерс, Томас Віллебойртс Босшерт, Ян Бекхорст, Якоб Пітер Гоуі, Пітер Сімонс, Ян Баптіст Боррекенс та інші. який працював за проектами Рубенса. Ван Тюльден також брав участь у цьому проекті як співавтор. Принаймні три роботи, створені ван Тюльденом для цієї серії, зберігаються в Музеї Прадо, включаючи «Аполлона, який переслідує німфу Дафну».
У 1636 році Ван Тюльден придбав громадянство міста Антверпен і був капелмейстером каплиці Преподобної в церкві Св. Якова в 1637–1639 роках. У 1639 р. був деканом камери риторів Олійфтака. Він був деканом гільдії Святого Луки Антверпенського в 1639–1640 роках гільдії. Він ніколи не надавав рахунків за період свого перебування на посаді декана, і його рішення залишити Антверпен у 1643 році могло бути пов'язане зі зловживаннями, пов'язаними з коштами Гільдії. Незважаючи на успіх, ван Тюльден, здається, регулярно потрапляв у скрутне становище. 

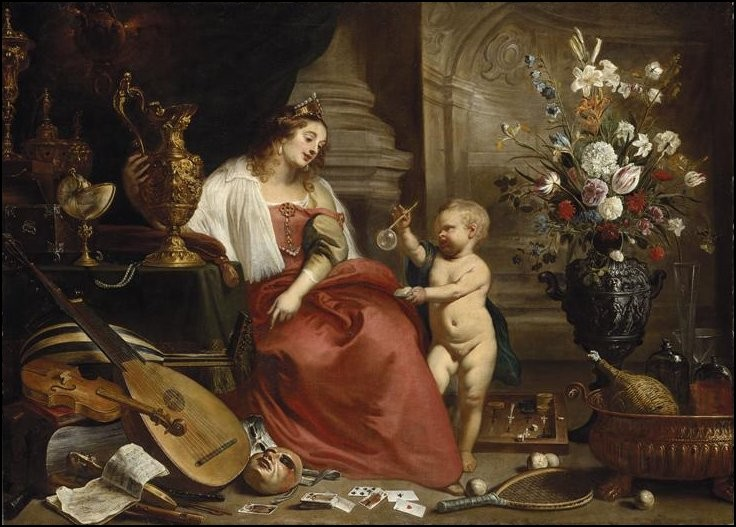
Алегорія швидкоплинності щастя, співпраця з Адріаном ван Утрехтом

У 1640 році він отримав замовлення від свого рідного міста Гертогенбос створити політичні алегорії для мерії. У 1643 році Теодор покинув Антверпен і жив у Ойрсхоті, громадянином якого він став у жовтні 1644 року. У 1646 або 1647 році ван Тюльден переїхав до Гертогенбоса.
Ван Тюльден продовжував малювати вівтарі та інші малюнки для католицьких меценатів у Південних Нідерландах, а також політичні алегорії, багато з яких пов'язані з Вестфальським миром 1648 року. У період 1648–1651 років він також брав участь в декораціях для Ораньєзаля в Huis ten Bosch, Гаага, замовлення для Амалії фон Солмс, над яким працювали голландські та фламандські художники, такі як Герард ван Хонтхорст і Якоб Йорданс.  У 1656–1663 рр. ван Тулден розробив для художника по склу Жана де Лабарра ескізи для трьох великих скляних вікон для каплиці Богоматері в соборі Св. Михайла і Св. Гудули в Брюсселі. Ван Тулден був наставником художника Хендріка ван Балена Молодшого.
Теодор ван Тюльден помер у Гертогенбосі 12 липня 1669 року .

## Робота

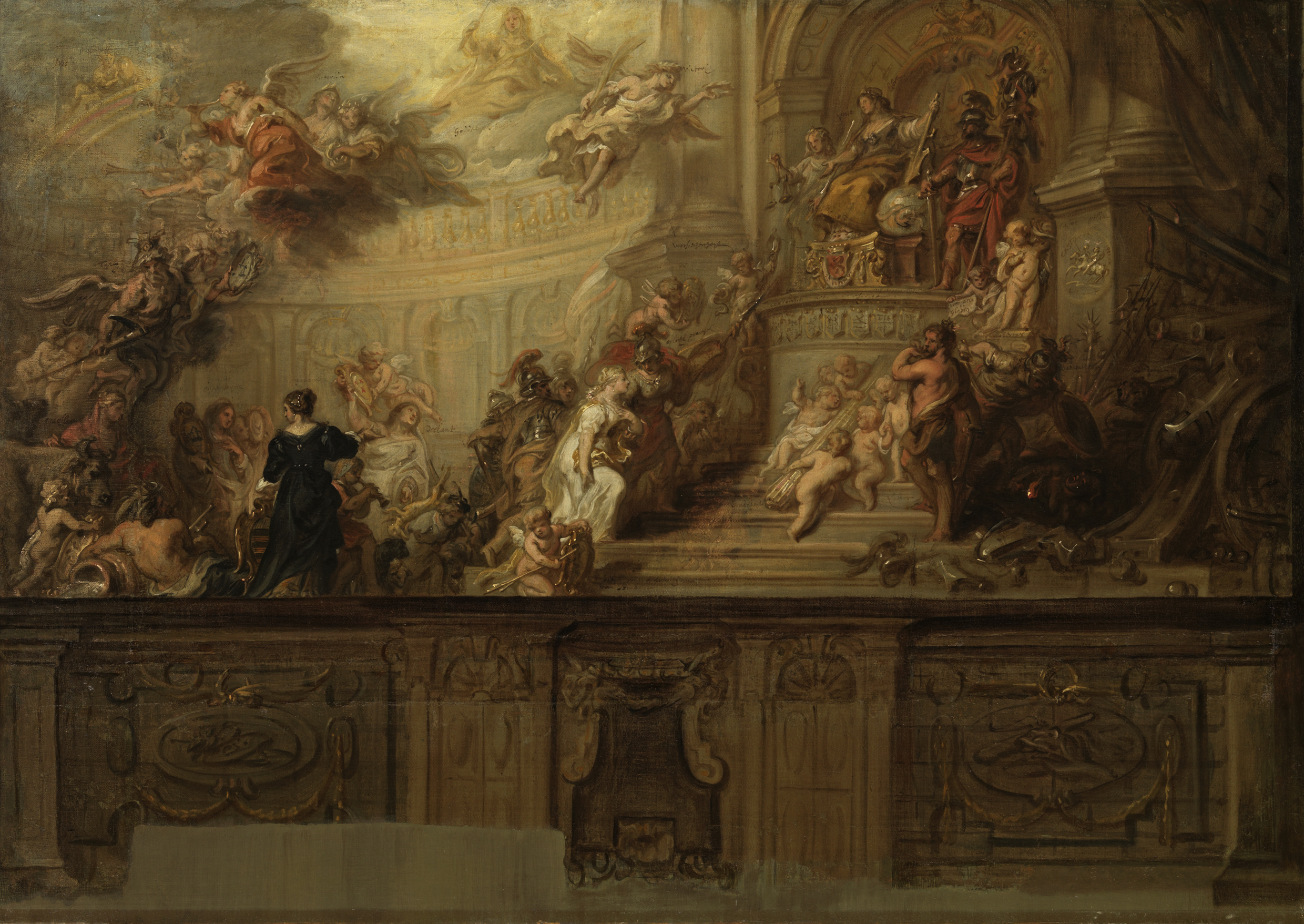
Алегоричне зображення включення Гертогенбосу до Союзу

Ван Тюльден писав вівтарі, міфологічні сюжети, алегоричні твори та портрети. Спочатку на його стиль вплинув маньєризм школи Фонтенбло, але пізніше на нього вплинув Пітер Пауль Рубенс, з яким він часто співпрацював. Він відіграв важливу посередницьку роль, привносячи аспекти фламандського барокового живопису в Голландську Республіку. Поступово роботи ван Тюльдена ставали більш елегантними, і він еволюціонував до певного класицизму.
Ван Тюльден досліджував портретний жанр і створював групові портрети важливих сімей, а також індивідуальні портрети видатних людей з місцевих політичних і релігійних кіл. У деяких із цих робіт ван Тюльден створив портретний стиль, який включав алегоричні алюзії та намагався відновити елегантність і делікатність портретів ван Дейка.
Ван Тюльден також спеціалізувався на великих алегоріях з політичним змістом. Його майстерність у цій галузі демонструють прикраси, які він зробив для мерії Гертогенбоса. Відомо, що він написав картини «Справедливість і згода» (1646), «Право чотирьох чвертей округу Мейерідж на апеляцію в суді Гертогенбоса» (1647) і «Прохання про прийняття до Союзу» (1650). 

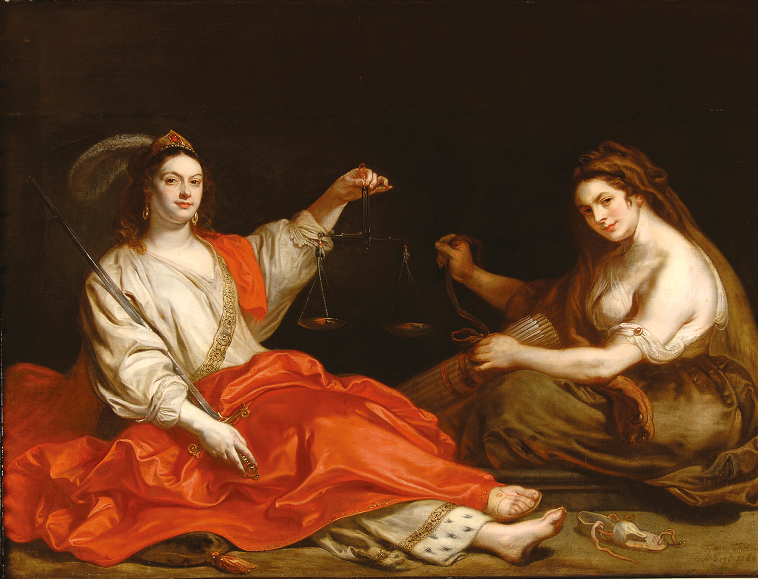
Theodoor van Thulden - Justice and Concord

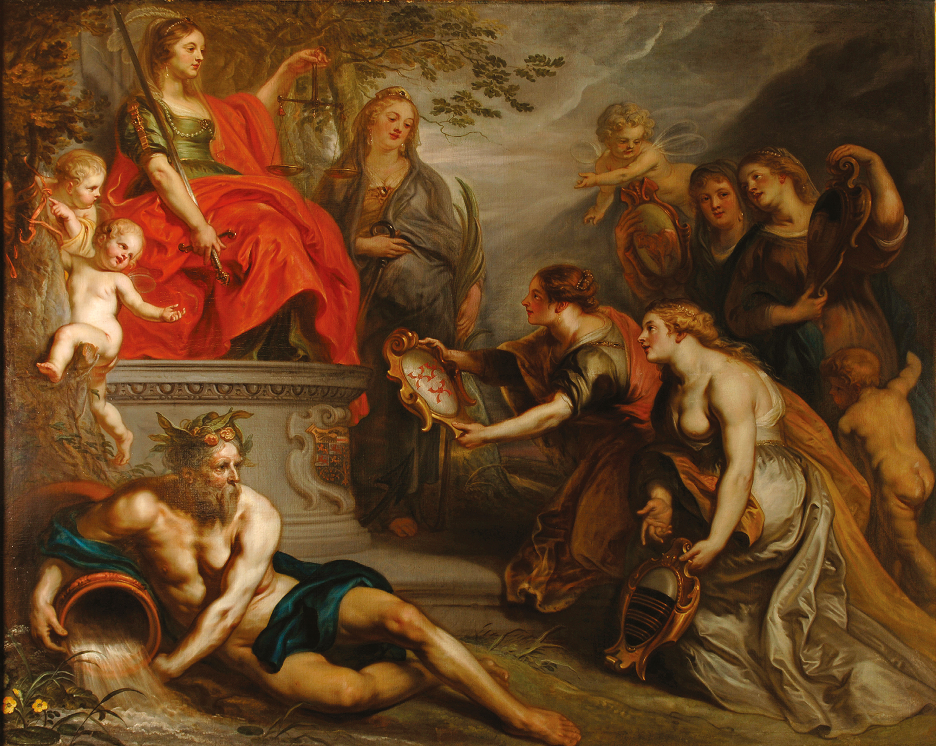
Theodoor van Thulden - The Right of the Four Quarters of the Meierij District to Appeal Before the Court of 's-Hertogenbosch

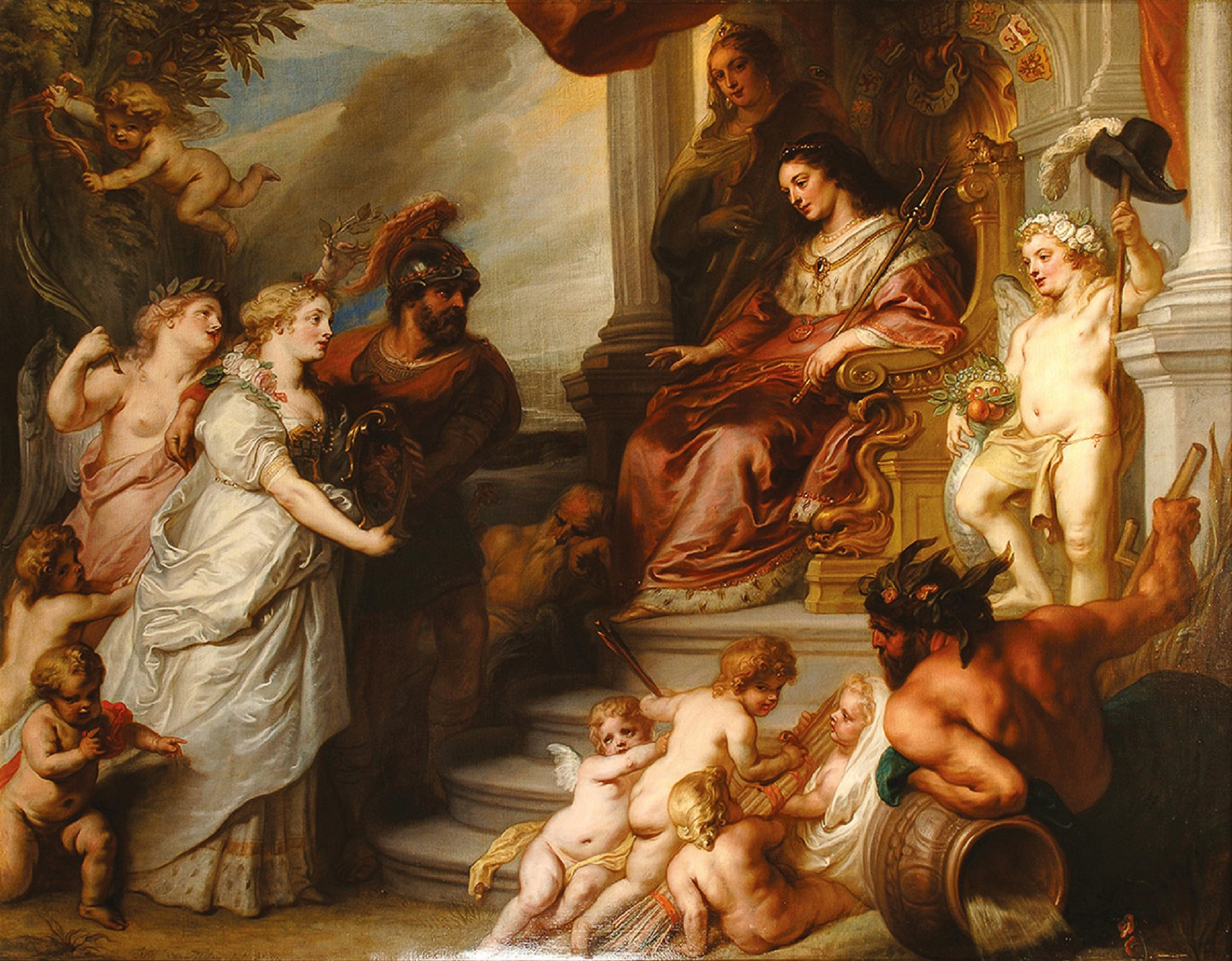
Theodoor van Thulden - The request for admission to the Union

Ці роботи досі висять у мерії. Олійний ескіз з алегоричним зображенням включення Гертогенбоса до Союзу ( Akademie der Bildenden Künste, Відень) був, ймовірно, попереднім проектом для алегоричного проекту, який, очевидно, був відхилений міськими магістратами.
Церкви Південних Нідерландів також зверталися до нього за вівтарями.
Він був здібним і продуктивним офортистом, який створив багато оригінальних робіт і творів.